# Hooggebergte

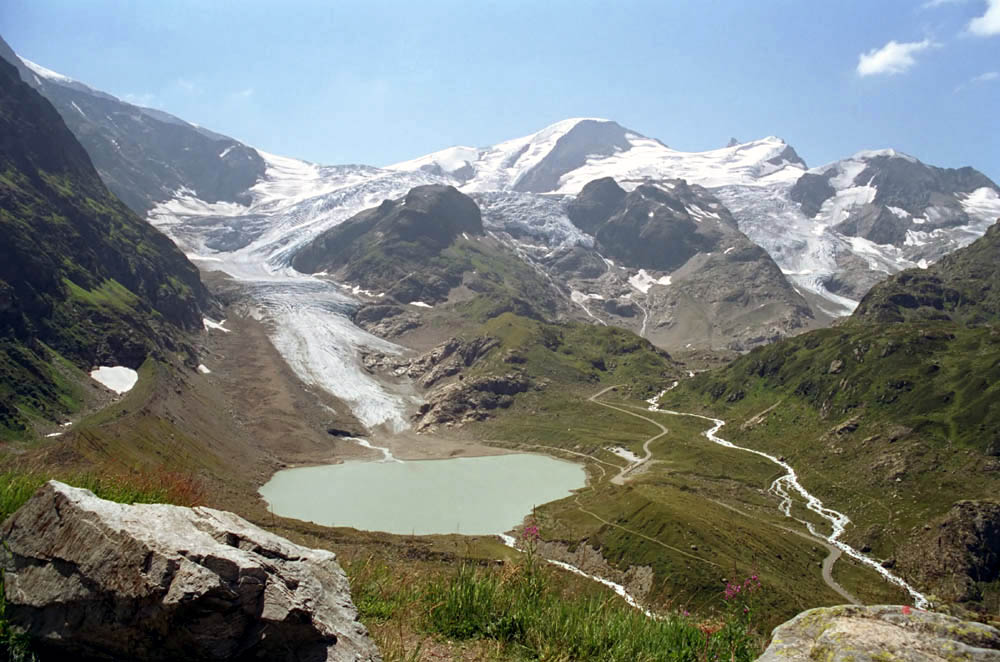
Gezicht op de Urner Alpen in Zwitserland. Op de voorgrond is de Sustenpas te zien. De gletsjers, hun sporen in het landschap, en de alpiene begroeiing ("alpenweides") zijn allen kenmerken van een hooggebergte.

Een hooggebergte of alpien gebergte is een gebergte dat zich dankzij zijn hoogte landschappelijk en ecologisch duidelijk van zijn omgeving onderscheidt. Een hooggebergte verschilt van laag- en middelgebergte door toppen boven de boomgrens en sporen van vergletsjering in het landschap. Hooggebergtes zijn meestal geologisch "recent" gevormd, dat wil zeggen dat ze niet meer dan enkele tientallen miljoenen jaren oud zijn. Dit uit zich in een hoog reliëf met spitse, nog niet door erosie afgesleten, toppen. Hooggebergtes hebben een hoger reliëf en de toppen hebben een grotere hoogte prominentie dan die in middelgebergtes. In Duitse, Nederlandse en Belgische schoolboeken wordt de grens vaak bij toppen hoger dan 1500 meter boven zeeniveau gelegd; elders worden andere grenzen gebruikt.

## Geologie
De gebergtevorming (orogenese) kan op verschillende manieren zijn verlopen. De meeste hooggebergten zijn actieve orogene gordels waar vervorming van de aardkorst plaatsvindt in de vorm van het plooien en overschuiven van gesteentelagen. Sommige hooggebergtes zijn vulkanische massieven. Deze zijn gevormd door het omhoog komen van magma en de vorming van vulkanen. 
Geologisch gezien zijn hooggebergten relatief jong. De vorming is nog volop aan de gang. Hoewel erosie dankzij het grote reliëf sneller verloopt dan in een middelgebergte, groeien hooggebergtes ook constant door processen van tektonische opheffing of (in sommige gevallen) vulkanisme. Als deze processen ophouden slijt het hooggebergte af tot een middel- of laaggebergte. Er zijn ter wereld veel voormalige hooggebergtes te vinden die door de erosie zijn afgesleten, zoals de Appalachen of de Ardennen die ooit hoger waren. Uiteindelijk wordt een gebergte door erosie teruggebracht tot een schiervlakte.
Hooggebergtes hebben vaak een hoger reliëf dan middelgebergtes. Typisch heeft een hooggebergte een reliëfenergie van rond de 500 m/km².

## Landvormen
Het onderscheid dat in de fysische geografie tussen hoog- en middelgebergte gemaakt wordt is door historische redenen ontstaan. In Europa onderscheiden hooggebergtes als de Alpen, Karpaten en Pyreneeën zich duidelijk van middelgebergtes zoals het Zwarte Woud, de Ardennen of het Franse Massif Central.  
In de hogere delen is sprake van een periglaciale omgeving, waar de bodem jaarlijks bevriest of permafrost optreedt. Dit zorgt voor processen als vorstverwering en solifluctie met als gevolg landschapskenmerken als steengletsjers of forstmusterbodens.
Hooggebergtes dragen sporen van voormalige vergletsjering tijdens bijvoorbeeld de kleine of laatste ijstijd. Gletsjers van het alpiene type hebben U-vormige dalen achtergelaten. Door de lage zeespiegel hebben rivieren veel diepe V-vormige dalen ingesleten. De hoogste toppen zijn door gletsjers geërodeerd tot scherpe graten met als toppen horns en pyramides. Tussen de graten bevinden zich ronde depressies (cirques). In de dalen hebben gletsjers kenmerkende sporen in het landschap achtergelaten, zoals morenes en drumlins. Met name de scherpe toppen missen in middelgebergtes, zelfs als deze tijdens de ijstijden met een ijskap bedekt waren.

## Ecologie
Typisch bevinden zich in een hooggebergte meerdere ecologische vegetatiezones in etages boven elkaar. Het grootste deel van Centraal- en West-Europa ligt in de gematigde zone en op zeeniveau is de natuurlijke begroeiing een gemengd gematigd bos. Dit wordt wel de colliene zone genoemd. Hierboven ligt de montane zone, maar tussen de twee wordt ook nog wel een submontane zone onderscheiden. In de hogere delen van de montane zone komt alleen nog naaldbos voor. De colliene en montane zones kunnen ook in middelgebergtes onderscheiden worden.
De hooggebergtes van Europa hebben daarnaast ook grote delen van berghellingen en -toppen die te hoog zijn voor bomen, wat ze een "kaal" uiterlijk geeft. Dit wordt de zogenaamde alpiene zone genoemd, die vergelijkbaar is met toendra op hogere breedtegraad. In de zomer bestaat de alpiene zone uit grasland (alpenweide), in de winter ligt er sneeuw. Boven de alpiene zone wordt soms nog een nivale zone onderscheiden, waar alleen nog korstmossen groeien en het terrein het hele jaar bedekt is met sneeuw.
Een willekeurige waarde zoals 1500 meter boven zeeniveau geeft als probleem dat de hoogte van vegetatiezones afhangt van de breedtegraad. Zelfs in Europa is er groot verschil tussen bijvoorbeeld het hoogland van Noorwegen en de Dinarische Alpen op de Balkan. De sneeuwgrens, die in de Alpen boven de 3000 meter voorkomt, kan in Noorwegen lager dan 1500 meter liggen. De boomgrens ligt in Scandinavië bijvoorbeeld ook veel lager dan in Spanje. De verschillen in vegetatiezones worden nog veel groter als ook buiten Europa gekeken wordt. In de Himalaya of het hoogland van Oost-Afrika ligt het zeeniveau in de tropische zone. Daarboven volgt eerst een subtropische zone en pas daarna, rond 1500 meter boven zeeniveau, komt men in de gematigde (colliene) zone. De sneeuwgrens kan op de evenaar boven de 5000 meter hoogte liggen. Naast vegetatiezones beginnen geomorfologische kenmerken van vergletsjering daar ook hoger.
Ook binnen hetzelfde gebergte is er verschil. De vegetatiezones liggen in het midden van een gebergte hoger dan aan de randen.